# Route nationale 14
La route nationale 14 (RN 14 o N 14) è una strada nazionale lunga 125 km che parte da Parigi e termina a Rouen.

## Percorso
La strada parte da porte de Clignancourt declassata a D14, ma presto assume il nome di N14. Inizialmente si dirige a nord e passa per Saint-Denis lungo la Senna, quindi piega a nord-ovest seguendo approssimativamente il corso del fiume. Entrando in Val-d'Oise riprende il nome di D14: attraversa diversi centri come Sannois, Franconville, Pierrelaye e Saint-Ouen-l'Aumône. Supera poi l’Oise passando per Pontoise e Cergy.
Mentre aggira Château-sur-Epte muta nome in D6014 e serve ancora piccoli centri, tra cui Fleury-sur-Andelle. Prima di entrare a Rouen passa accanto all’aeroporto cittadino. Prima degli anni cinquanta la strada continuava fino a Le Havre passando per Yvetot: questo tratto fu trasformato in N13bis, poi in N15 negli anni settanta, infine in D6015 nel 2007.